# Přebor Jihomoravského kraje 2013/2014
V soubojích 54. ročníku Přeboru Jihomoravského kraje 2013/14 (jedna ze skupin 5. fotbalové ligy) se utkalo 16 týmů každý s každým dvoukolovým systémem podzim–jaro. Tento ročník začal v sobotu 10. srpna 2013 úvodními čtyřmi zápasy 1. kola a skončil v sobotu 14. června 2014 zbývajícími sedmi utkáními 28. kola (29. kolo bylo předehráno již ve čtvrtek 8. května 2014 a 30. kolo ve středu 21. května 2014).

## Nové týmy v sezoně 2013/14
- Z Divize D 2012/13 nesestoupilo do Jihomoravského krajského přeboru žádné mužstvo, sestoupivší FC Vracov se přihlásil do I. B třídy Jihomoravského kraje.
- Ze skupin I. A třídy Jihomoravského kraje 2012/13 postoupila mužstva Fotbal Jevišovice (vítěz skupiny A), SK Vojkovice (2. místo ve skupině A) a FK Baník Ratíškovice (vítěz skupiny B).[3]

## Nejlepší střelec
Nejlepším střelcem se stal Martin Fuxa ze Sparty Brno, který vstřelil 26 branek.

## Konečná tabulka
Zdroj: 
| Poř. | Tým                      | Z  | V  | R | P  | VG | OG | B  |
| ---- | ------------------------ | -- | -- | - | -- | -- | -- | -- |
| 1.   | FK Mutěnice              | 30 | 20 | 7 | 3  | 65 | 21 | 67 |
| 2.   | FC Sparta Brno           | 30 | 17 | 5 | 8  | 85 | 49 | 56 |
| 3.   | FC Moravský Krumlov      | 30 | 15 | 7 | 8  | 46 | 40 | 52 |
| 4.   | SK Olympia Ráječko       | 30 | 15 | 6 | 9  | 74 | 38 | 51 |
| 5.   | Fotbal Jevišovice (N)    | 30 | 14 | 7 | 9  | 53 | 38 | 49 |
| 6.   | TJ Framoz Rousínov       | 30 | 15 | 2 | 13 | 68 | 60 | 47 |
| 7.   | SK Vojkovice (N)         | 30 | 13 | 5 | 12 | 54 | 56 | 44 |
| 8.   | TJ Sokol Novosedly       | 30 | 13 | 4 | 13 | 47 | 48 | 43 |
| 9.   | FK SK Bosonohy           | 30 | 12 | 6 | 12 | 54 | 50 | 42 |
| 10.  | TJ Slovan Bzenec         | 30 | 12 | 5 | 13 | 52 | 53 | 41 |
| 11.  | FC Ivančice              | 30 | 11 | 7 | 12 | 39 | 45 | 40 |
| 12.  | FK Inzert Expres Znojmo  | 30 | 11 | 5 | 14 | 49 | 64 | 38 |
| 13.  | FC Kuřim                 | 30 | 10 | 7 | 13 | 50 | 53 | 37 |
| 14.  | FK Baník Ratíškovice (N) | 30 | 10 | 6 | 14 | 38 | 51 | 36 |
| 15.  | RAFK Rajhrad             | 30 | 4  | 7 | 19 | 32 | 83 | 19 |
| 16.  | FC Kyjov 1919            | 30 | 3  | 4 | 23 | 31 | 88 | 13 |

Poznámky:
- Z = Odehrané zápasy; V = Vítězství; R = Remízy; P = Prohry; VG = Vstřelené góly; OG = Obdržené góly; B = Body; (S) = Mužstvo sestoupivší z vyšší soutěže; (N) = Mužstvo postoupivší z nižší soutěže (nováček)

|  | Postup do Divize D 2014/15                                |
|  | Sestup do I. A třídy Jihomoravského kraje – sk. A 2014/15 |
|  | Sestup do I. A třídy Jihomoravského kraje – sk. B 2014/15 |